# María Goretti
Santa María Goretti (Corinaldo, 16 de octubre de 1890 - Nettuno, 6 de julio de 1902) fue una laica y mártir italiana pasionista, asesinada por un acosador. Es considerada en su país como un símbolo de devoción religiosa, y fue canonizada como Santa en 1950 por la Iglesia Católica.

## Biografía
María Goretti  nació el 16 de octubre del año 1890 en el pueblo de Corinaldo (Italia), en la provincia de Ancona. Hija de Luigi Goretti y Assunta Carlini, fue la tercera de 7 hermanos (Tonino y Ángel nacieron antes que ella; la siguieron Alejandro, Mariano, Ersilia y Teresa). La precariedad económica de sus padres motivó que tuvieran que emigrar en varias ocasiones, hasta asentarse, en régimen de colonato, en las cenagosas tierras de Ferriere di Contra.
Vivió en el seno de una familia humilde y perdió a su padre el 6 de mayo de 1900 por causa de la malaria, cuando ella tenía nueve años. Como consecuencia de la muerte de su padre, la madre de María Goretti tuvo que trabajar dejando la casa y los hermanos menores a cargo de María quien realizaba sus obligaciones con alegría y cada semana asistía a clases de catecismo. Antes de que muriera su padre, ella siempre le preguntaba cuándo podría hacer su primera comunión y su padre le decía que cuando fuese voluntad de Dios, ya que ella siempre anhelaba hacer su primera comunión.
A los once años hizo la primera comunión haciéndose, desde entonces, el firme propósito de morir antes que cometer un pecado. En la misma finca donde vivía María trabajaba Alessandro Serenelli, de diecinueve años de edad, quien se enamoró de María. Alessandro, a causa de lecturas impuras, se dedicó a buscar a María haciéndole propuestas que la devota niña rechazaba haciendo que Alessandro se sintiera despreciado.
El 5 de julio de 1902, mientras la madre de María y el padre de Alessandro trabajaban cosechando vegetales, la niña se quedó en casa cosiendo ropa y cuidando de su hermanita de dos años, Teresa. Alessandro, que se había cansado de los rechazos de María, la sorprendió e intentó violarla, pero María le opuso resistencia y trató de hacerlo razonar advirtiéndole a Serenelli que lo que pretendía era pecado y que no accedería a sus pretensiones. María al ver que Alessandro no entendía explicaciones, resignada por último le menciona que prefería siempre morir antes de ofender a Dios.
Serenelli reaccionó a estas palabras con descontrol completo, desgarrándole el vestido y apuñalándola salvajemente once veces con una lima a la que había dado forma de cuchilla; cuando Alessandro vio a la malherida María tratando de arrastrarse hacia la puerta, la apuñaló en la espalda tres veces más y se encerró en su cuarto esperando ser arrestado. María quedó entonces definitivamente herida de muerte. En ese momento, el padre de Alessandro subió a la casa y vio a María tendida en el suelo y fue a avisar a su madre. Fue llevada al hospital, donde falleció al día siguiente.

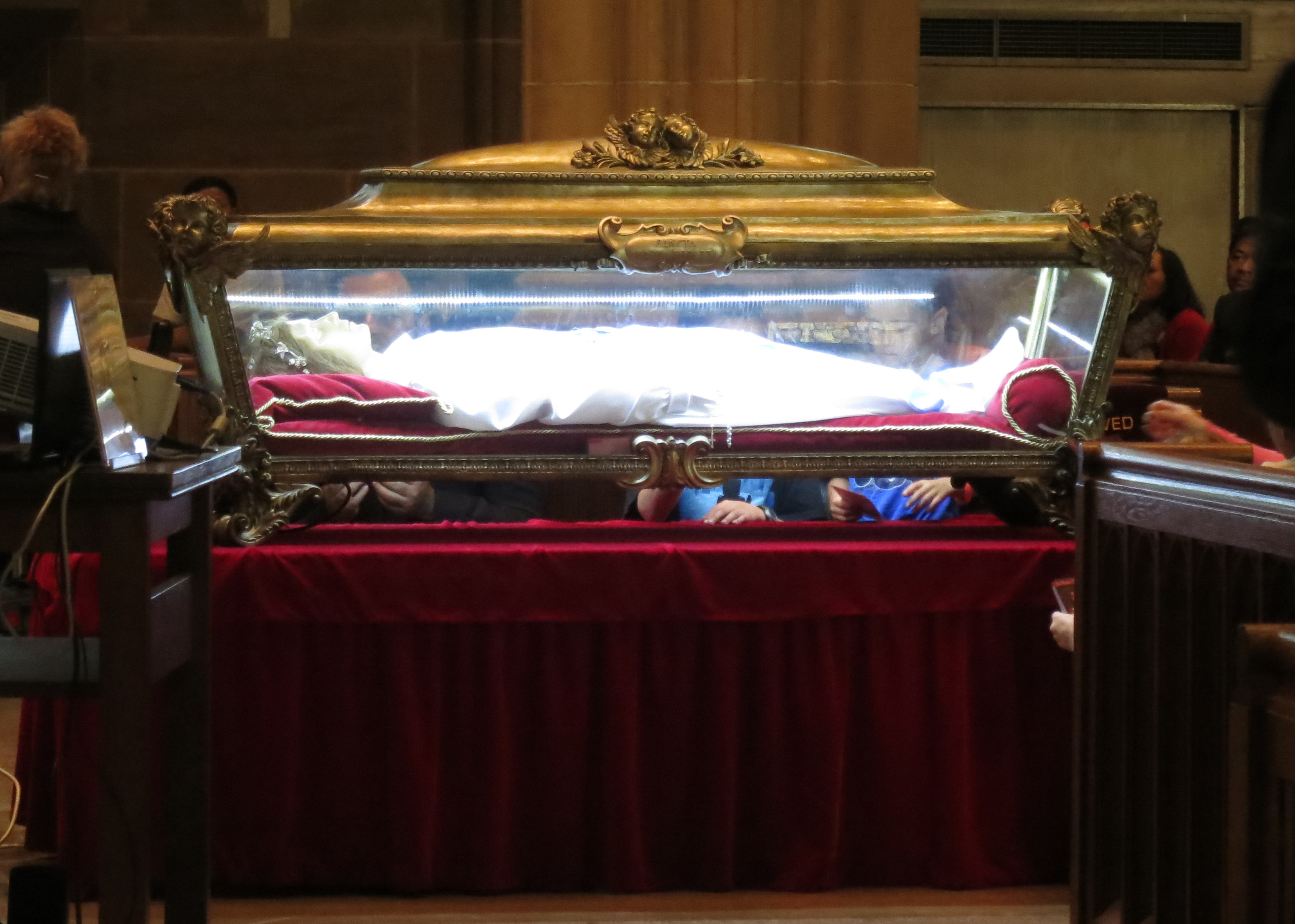
Reliquias de María Goretti, en la catedral de San José (Columbus, Ohio)

María perdonó a Alessandro Serenelli en dos oportunidades: se lo dijo a él inmediata y directamente tras notar la impresión en el rostro de su verdugo luego de herirla, supuestamente afirmando "No es nada Alessandro, te perdono"; y luego, en declaración solemne al arcipreste que la asistió minutos antes de su muerte, cuando habría declarado: "...lo perdono por amor a Jesús... Y quiero que esté conmigo en el Paraíso... Que Dios lo perdone, que yo ya lo he perdonado".
Serenelli fue condenado a 30 años de prisión. En la prisión de Noto, animado por el obispo del lugar, Giovanni Blandini, llegó al arrepentimiento de su crimen, jamás dejando de rogar por el alma de su víctima, y colaborando posteriormente en las causas de beatificación y canonización de María, también supuestamente rogando siempre la intercesión de la Santa una vez que sea llevada a los altares. En 1927, tras 25 años de reclusión, Serenelli fue excarcelado anticipadamente por su buena conducta. Pidió el perdón de la familia de María Goretti y la madre de ésta se lo concedió: besó su frente e incluso lo invitó a pasar la noche de Navidad, ocasión en que juntos recibieron la comunión. Serenelli pasó el resto de su vida como jardinero y portero de un convento de capuchinos en Macerata, donde falleció el 6 de mayo de 1970, a la edad de 88 años.
El 24 de junio del año 1950 el papa Pío XII canonizó a María Goretti, en Roma, Italia. Su festividad se celebra el 6 de julio.

## María Goretti, religiosa en cine, teatro y música
- Película Cielo sobre el pantano (Cielo sulla palude), director Augusto Genina y protagonizada por Inés Orsini, 1949.
- Película María Goretti, director Giulio Base y protagonista Martina Pinto, 2003.
- Documental María Goretti: Catorce Flores del Perdón (original English: María Goretti: 14 Flowers of Pardon), narrado por el actor Chuck Connors, y producido por The Mercy Foundation (1991).
- María Goretti, autor G. Forcina, drama en 4 actos y un cuadro plástico, 1950.
- Dono di sangue - S. María Goretti, autor D. Coccia, drama en 1 acto, Malochi, Milano, 1952.
- Maria Goretti, película biográfica de 2003.[4]
- Oración a Maria Goretti, obra orquestal del compositor chileno Álvaro Gallegos, estrenada en 2023.